# Бриньемон
Бриньемо́н (фр. Brignemont, окс. Brinhemont) — коммуна во Франции, находится в регионе Юг — Пиренеи. Департамент — Верхняя Гаронна. Входит в состав кантона Кадур. Округ коммуны — Тулуза.
Код INSEE коммуны — 31090.

## География
Коммуна расположена приблизительно в 580 км к югу от Парижа, в 45 км к северо-западу от Тулузы.

## Климат
Климат умеренно-океанический. Зима мягкая и снежная, весна характеризуется сильными дождями и грозами, лето сухое и жаркое, осень солнечная. Преобладают сильные юго-восточные и северо-западные ветры.

## Население
Население коммуны на 2010 год составляло 390 человек.
| 1962 | 1968 | 1975 | 1982 | 1990 | 1999 | 2010 |
| ---- | ---- | ---- | ---- | ---- | ---- | ---- |
| 390  | 324  | 330  | 338  | 314  | 317  | 390  |

## Экономика
В 2010 году среди 227 человек трудоспособного возраста (15—64 лет) 174 были экономически активными, 53 — неактивными (показатель активности — 76,7 %, в 1999 году было 65,4 %). Из 174 активных жителей работали 157 человек (88 мужчин и 69 женщин), безработных было 17 (7 мужчин и 10 женщин). Среди 53 неактивных 16 человек были учениками или студентами, 25 — пенсионерами, 12 были неактивными по другим причинам.

## Достопримечательности
- Ветряная мельница (1740 год). Исторический памятник с 1991 года[4]
- Церковь Св. Архангела Михаила
- Церковь Сент-Мен

## Фотогалерея
- Бриньемон
- Церковь
- Бриньемон
- Ветряная мельница
- Бриньемон